# يونس ابن مودود
يونس (مظفر الدين) بن مودود (شمس الدين) ابن الملك العادل محمد بن أيوب، من أمراء الدولة الأيوبية.
كان جوادا، فيه طيش وحمق، يظلم خدامه الناس ولا يبالي. ولي دمشق سنة 635 باتفاق أكثر الأمراء، بعد موت الكامل، ففتح الخزائن وفرق ما فيها من الأموال وأبطل المكوس والخمور. وضعف عن سياستها، وضج منه أهلها، فقايض عليها الصالح أيوب، بسنجار وعانة (سنة 36) وكان الجواد يقول: مالى وللملك؟ باز وكلب أحب إليّ منه! ونقم عليه أهل سنجار، فاتفقوا مع بدر الدين لؤلؤ صاحب الموصل فدخلها واستولى عليها والجواد غائب عنها يتصيد، فرحل إلى عانة (سنة 37) ثم باعها للخليفة المستنصر. ولجأ إلى الناصر داود، في القدس، فلم يرتح الناصر إليه فاعتقله وأرسله إلى بغداد، ففر في الطريق، ودخل إلى عكا وهي في أيدي الفرنج، فأقام معهم. وبذل لهم الملك الصالح (إسماعيل) صاحب دمشق يومئذ، مالا، وتسلم «الجواد» منهم واعتقله، ثم خنقه. مات عام 576 هـ الموافق 1180 م.